# Chinatown (Toronto)

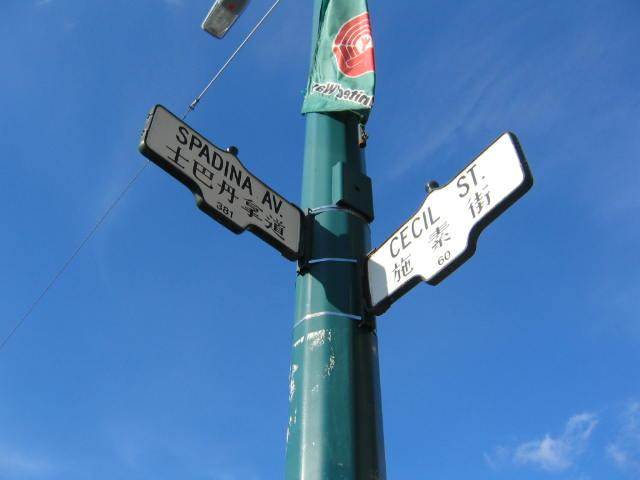
Znak uliczny z napisami w języku chińskim

Chinatown – jedna z dzielnic kanadyjskiego miasta Toronto, zamieszkana głównie przez imigrantów z Chin. Jest jedną z wielu chińskich dzielnic w Ameryce Północnej.
W Toronto mianem Chinatown określa się aż 8 osiedli. W centrum są to osiedla na Spadina i na Gerrard, w Scarborough na Agincourt, w Mississauga na Dundas, w Markham na 16. ulicy oraz osiedle w Richmond Hill.
Fale imigrantów z Azji napływają do Toronto od dawna. Od 1991 do 1996 ta grupa etniczna powiększyła się o około 20%, zaś jej przyrost w Richmond Hill wyniósł aż 165. Obecnie imigranci chińskiego pochodzenia stanowią ponad 435 tysięcy mieszkańców miasta, podwajając swoją liczebność w ciągu ostatnich 10 lat. Ostatnie większe grupy napłynęły z Hongkongu, przed zwrotem kolonii przez Wielką Brytanię oraz biednych mieszkańców z Chin. Zamożniejsi najczęściej osiedlają się w dzielnicach podmiejskich, gdzie wybudowali parę ekskluzywnych centrów handlowych. Niedaleko centrum, na wschód przy Gerrard i Broadview, znajduje się mniejsze skupisko Azjatów, głównie Wietnamczyków, zwane East Chinatown. Na Spadina najczęściej osiedlają się imigranci z Chin, natomiast przybywający z Hongkongu i Tajwanu wybierają przedmieścia.
Największa chińska dzielnica w Toronto znajduje się w okolicach Spadina i Dundas. Znajduje się ona blisko centrum, jest łatwo dostępna, sąsiaduje z Kensington Market, zwanym także „targiem europejskim”. W dzielnicy wszechobecny jest uliczny handel charakterystycznymi wyrobami azjatyckimi, m.in. krabami, ośmiornicami, grzybami, suszonymi konikami morskimi, korzeniami żeń-szenia czy herbatą. Kuchnię chińską oferują setki restauracji funkcjonujących w dzielnicy, istnieje także chińskie kino i centrum handlowe.
W dzielnicy obchodzi się wiele tradycyjnych azjatyckich świąt i uroczystości.
Smok pojawia się na ulicy parę razy do roku, a jedną z okazji jest Nowy Rok, przypadający na przełomie stycznia i lutego. Przy dźwiękach metalowych talerzy i rytmie wystukiwanym na bębnie, obchodzi sklepy zgodnie z tradycją odpędzając złe duchy. W czerwcu zwykle na Nathan Philip Square odbywa się Toronto Lion Dance Festival (smoki tradycyjnie zwane są też „lwami”). W festiwalu biorą udział zespoły, które wykonują w rytm muzyki taniec na podestach i wysokich platformach.
Drugi z festiwali – Toronto International Dragon Boat Race Festival odbywa się w czerwcu, gdy na wodach jeziora Ontario ścigają się tradycyjne łodzie w kształcie smoków. Rytm jest wybijany na bębnie. Jest to największy tego typu wyścig poza Azją, co roku bierze w nim udział ponad 5 tysięcy zawodników. Tradycja mówi o chińskim poecie Qu Yuanie (340–278 p.n.e.), który był ulubieńcem ludu, w swojej twórczości przeciwstawiał się rozkładowi państwa. Nie przyniosło to skutku i poeta w akcie desperacji i protestu rzucił się do rzeki Miluo. Rybacy ścigali się, by go uratować, jednak poeta utonął.
Poematy Qu Yuana wywierały silny wpływ na literaturę przez całe stulecia. By uczcić jego pamięć odbywają się co roku zawody smoczych łodzi, które powinny przypadać na 5 dzień 5 miesiąca chińskiego księżycowego kalendarza.
Język chiński jest trzecim najczęściej używanym językiem w Kanadzie, po angielskim i francuskim. W samym Toronto wychodzą trzy dzienniki w tym języku.

## Galeria

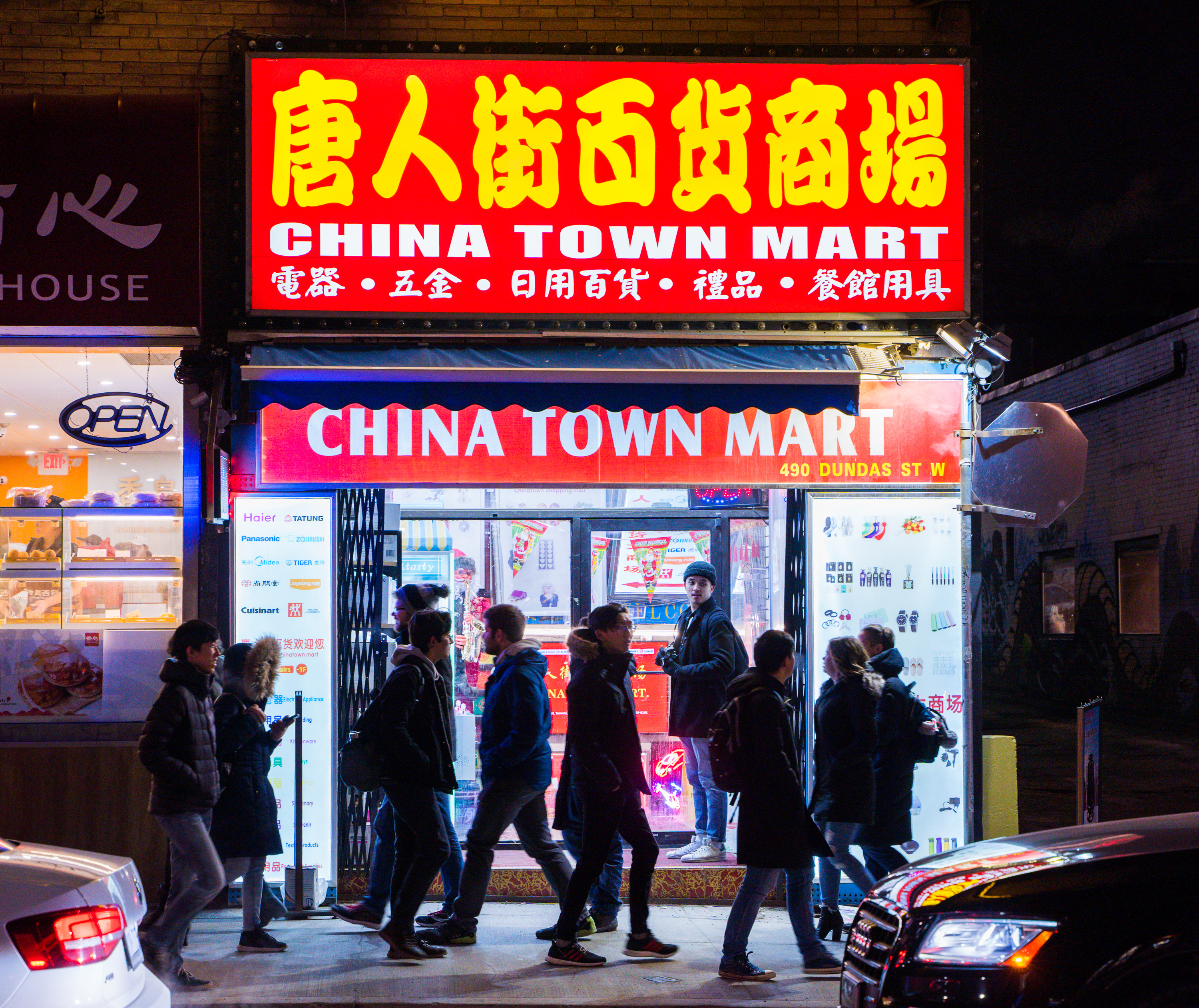
Sklep w Chinatown
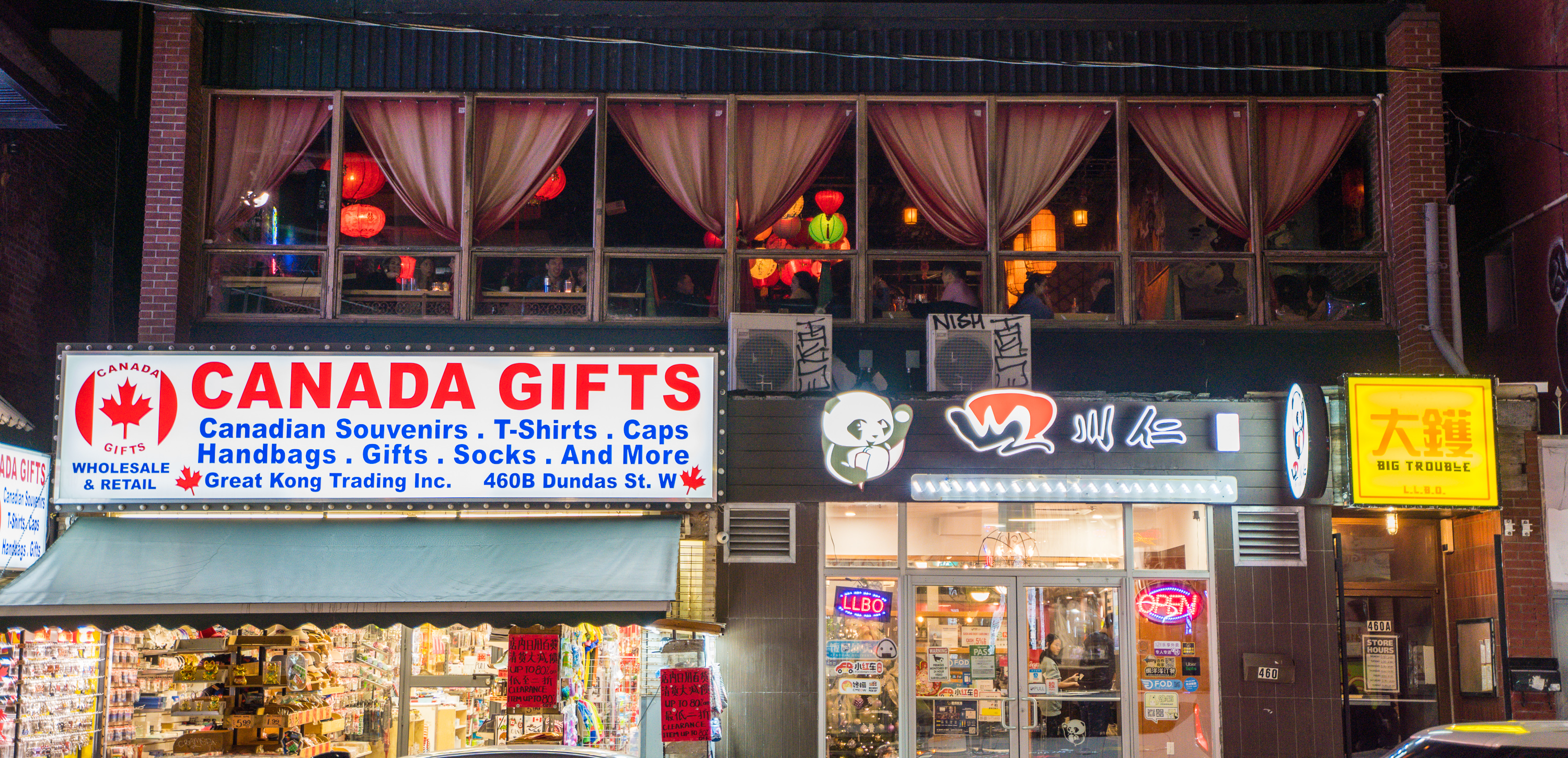
Bar Toronto Chinatown Big Trouble
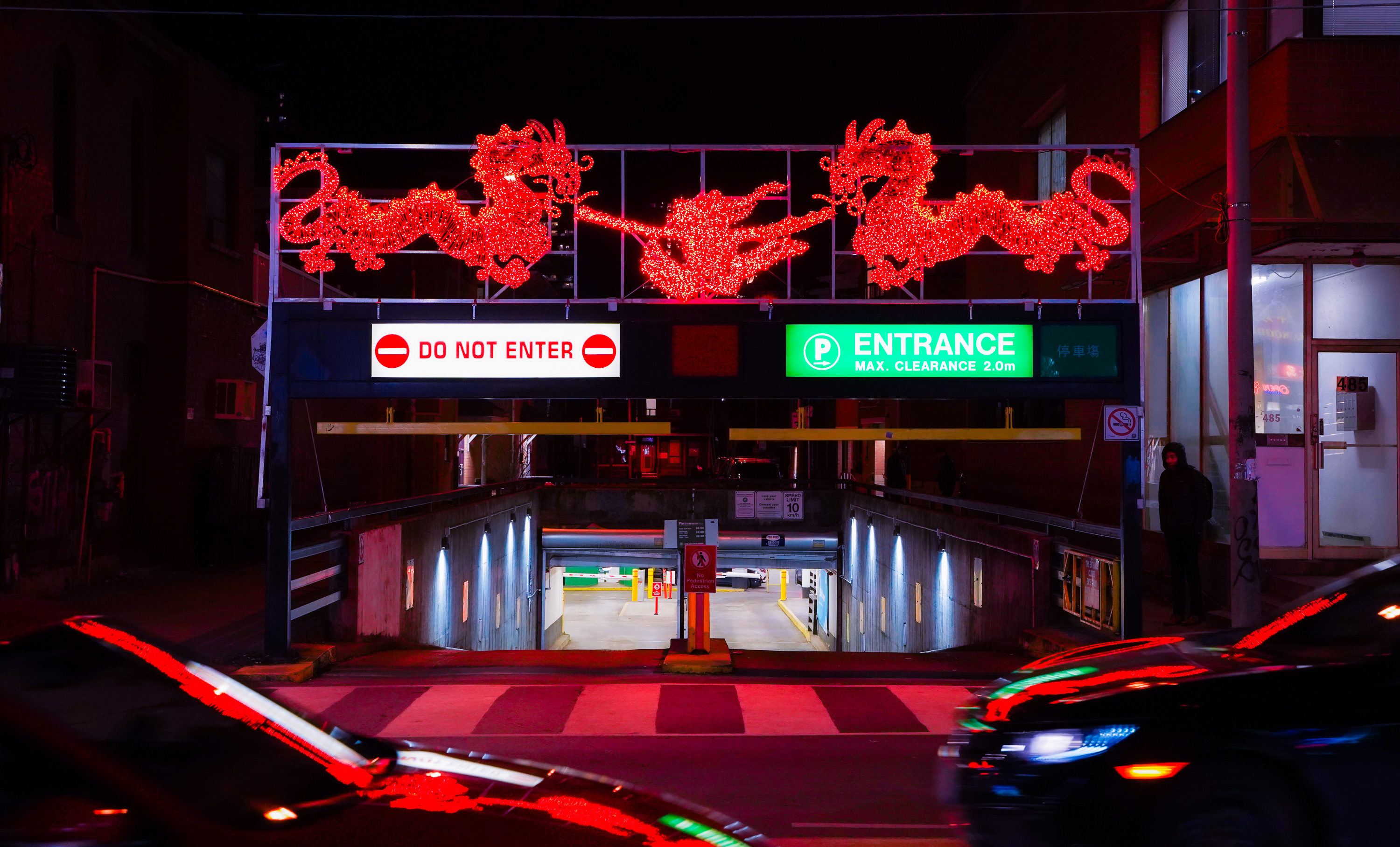
Parking w Toronto Chinatown
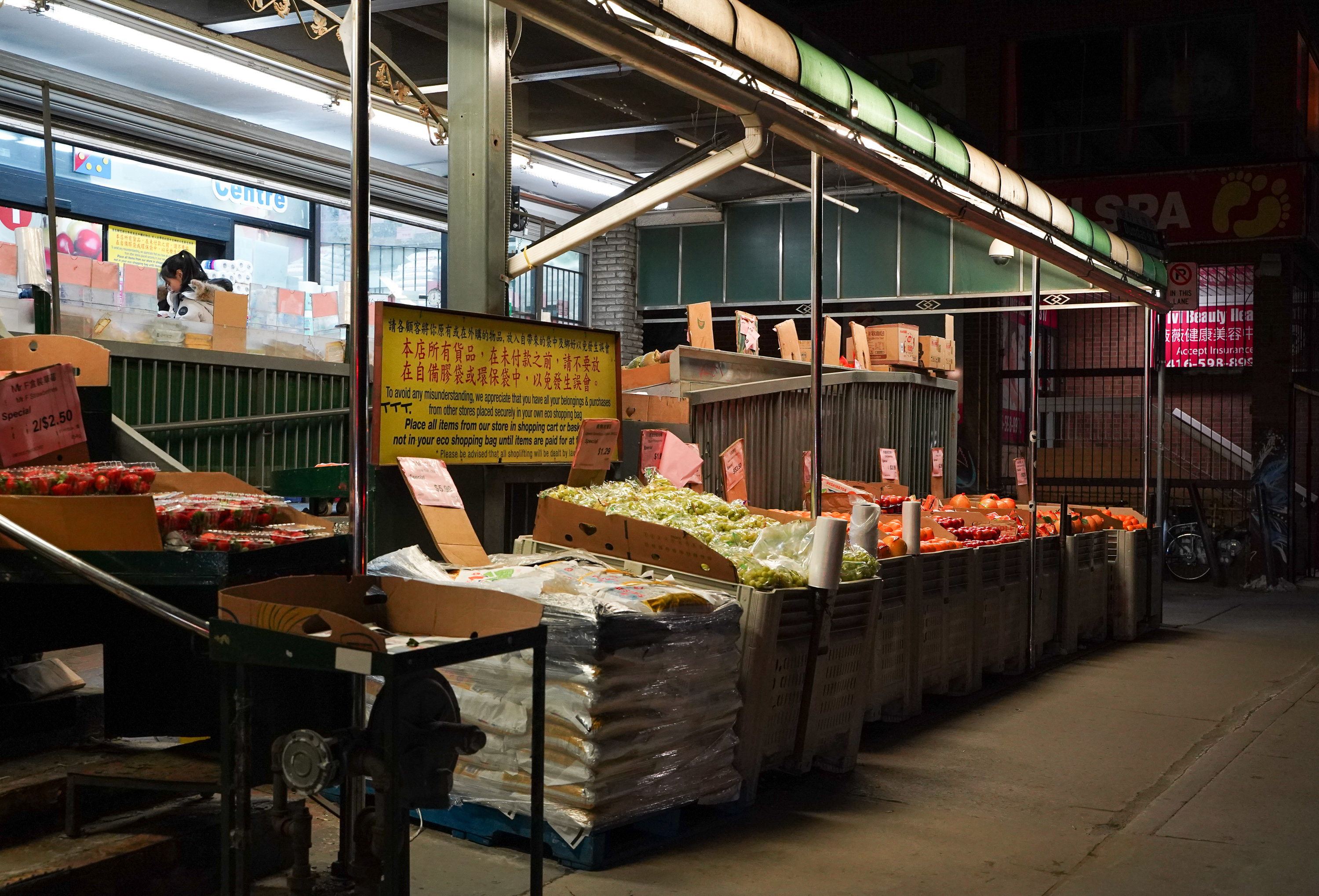
Nocny targ w Toronto Chinatown
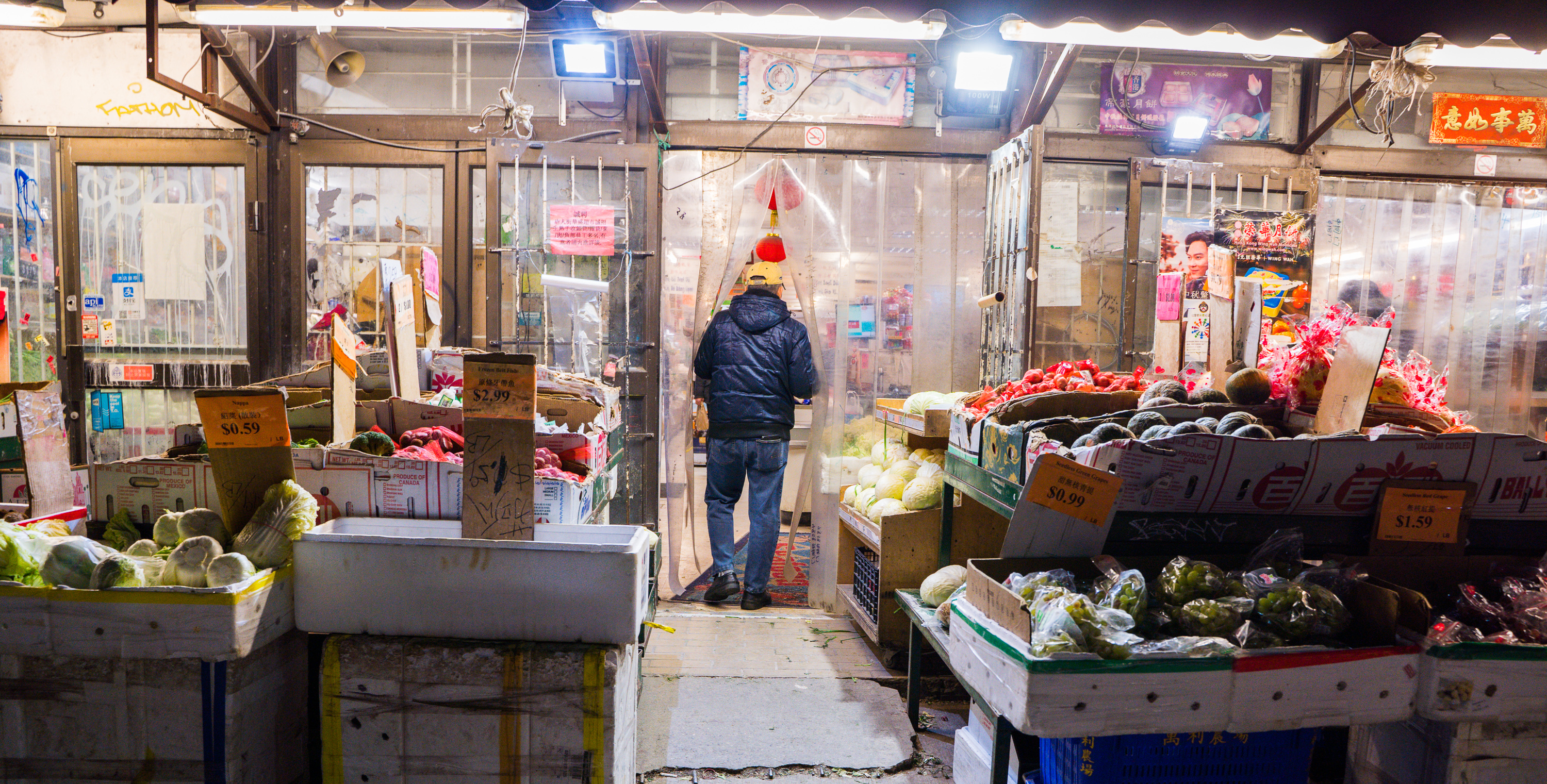
Nocny targ w Toronto Chinatown
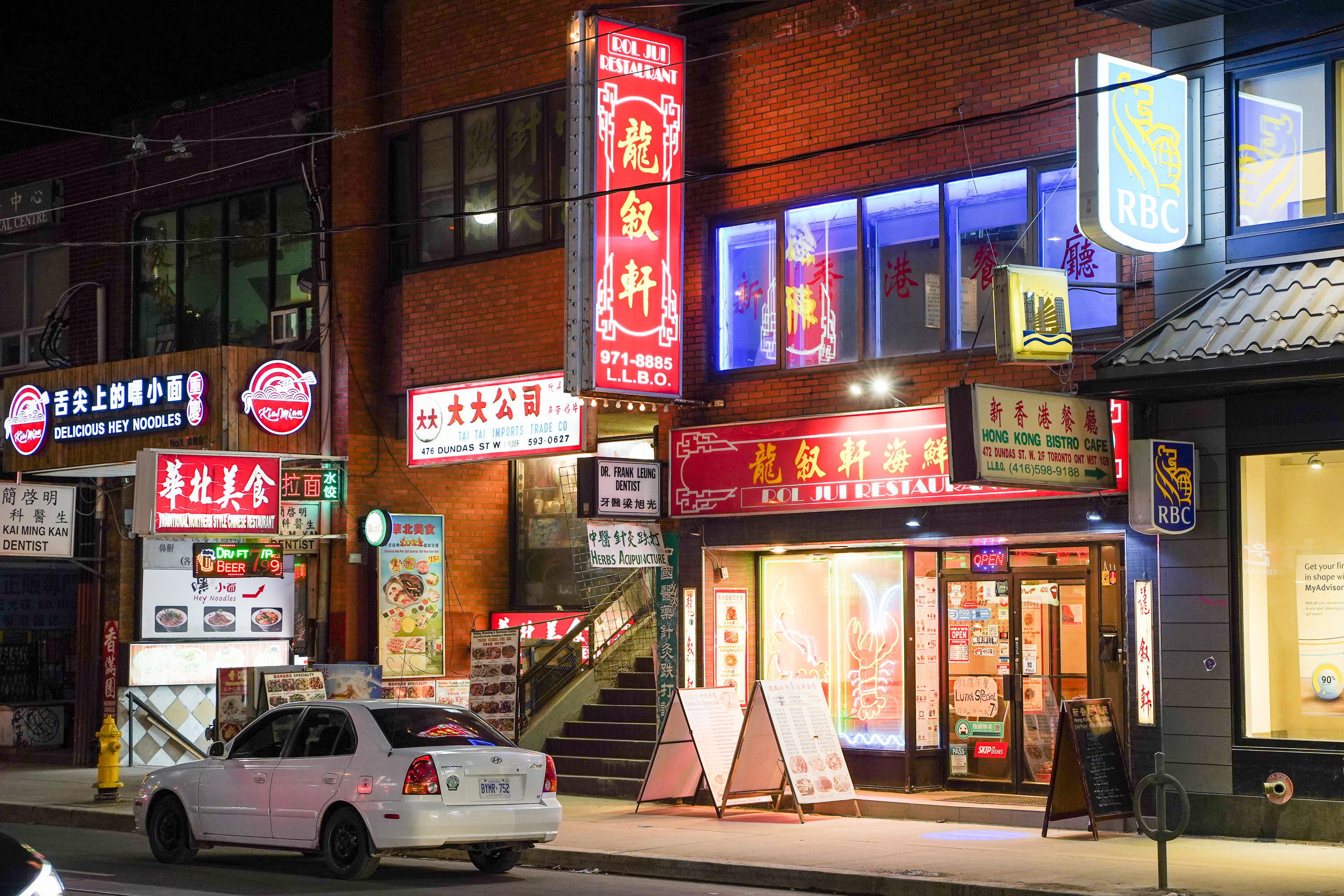
Toronto Chinatown Restauracje
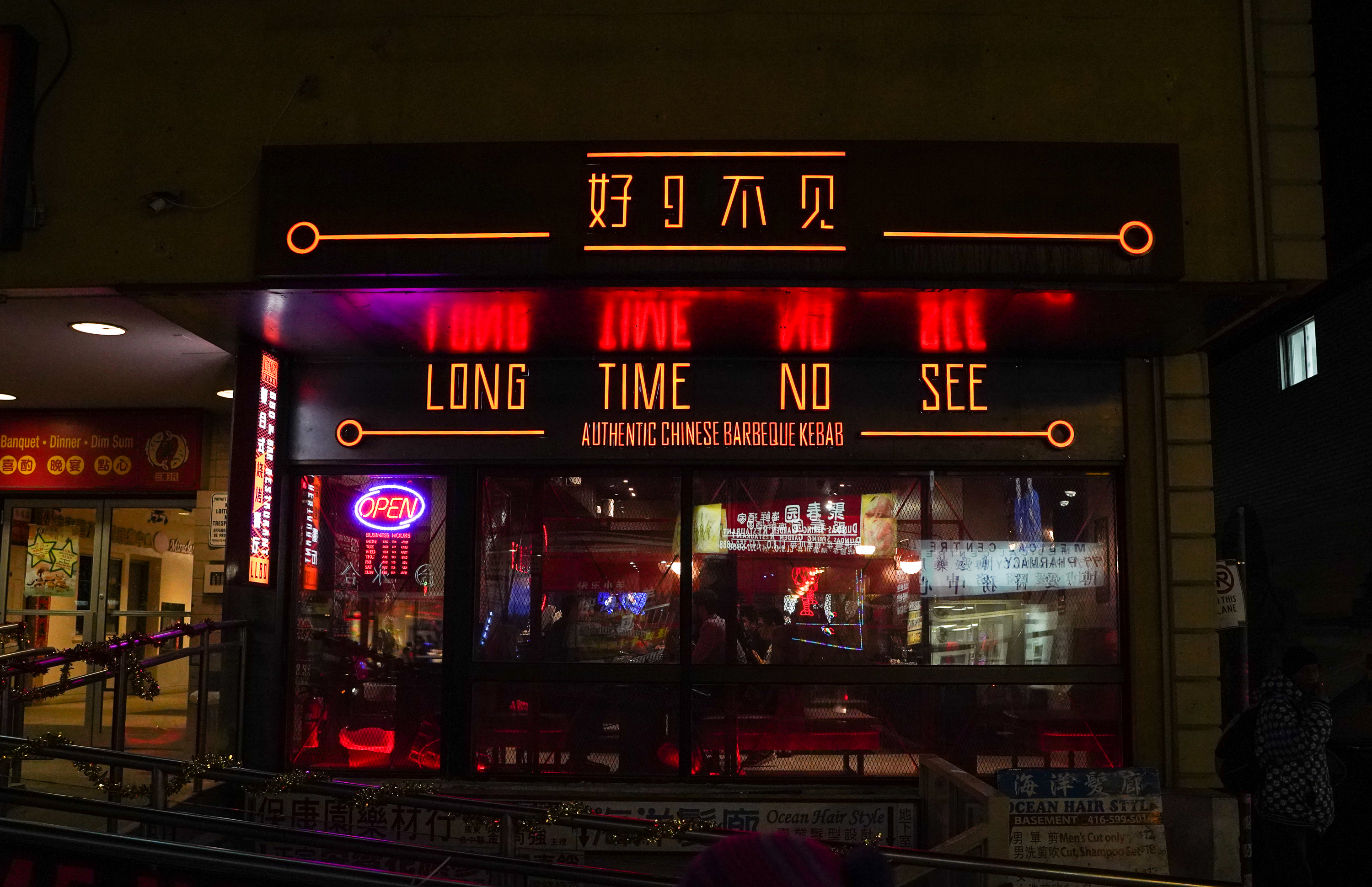
Bar z angielskim i chińskim szyldem